# Arquidiócesis de Calabar
La arquidiócesis de Calabar (en latín: Archidioecesis Calabarensis y en inglés: Roman Catholic Archdiocese of Calabar) es una circunscripción eclesiástica de la Iglesia católica en Nigeria. Se trata de una arquidiócesis latina, sede metropolitana de la provincia eclesiástica de Calabar. Desde el 2 de febrero de 2013 su arzobispo es Joseph Effiong Ekuwem.

## Territorio y organización
La arquidiócesis tiene 7754 km² y extiende su jurisdicción sobre los fieles católicos de rito latino residentes en parte del estado de Cross River, comprendiendo las áreas de gobierno local de: Akamkpa, Akpabuyo, Bakassi, Biase, Calabar Municipal, Calabar South y Odukpani.
La sede de la arquidiócesis se encuentra en la ciudad de Calabar, en donde se halla la Catedral del Sagrado Corazón de Jesús y la procatedral de Santa María.
La arquidiócesis tiene como sufragáneas a las diócesis de: Ikot Ekpene, Ogoja, Port Harcourt y Uyo.
En 2021 en la arquidiócesis existían 51 parroquias.

## Historia
La prefectura apostólica de Calabar fue erigida el 9 de julio de 1934 con la bula Ad enascentis del papa Pío XI, derivando el territorio del vicariato apostólico de Nigeria Meridional (hoy arquidiócesis de Onitsha).
El 13 de marzo de 1938 cedió una parte de su territorio para la erección de la prefectura apostólica de Ogoja (hoy diócesis de Ogoja) mediante la bula Intra Nigeriae del papa Pío XI.
El 12 de junio de 1947 la prefectura apostólica fue elevada a vicariato apostólico mediante la bula Solet Apostolica del papa Pío XII.
El 18 de abril de 1950 el vicariato apostólico fue elevado a diócesis mediante la bula Laeto accepimus del papa Pío XII. Era sufragánea de la arquidiócesis de Onitsha.
El 1 de marzo de 1963 cedió una parte de su territorio para la erección de la diócesis de Ikot Ekpene mediante la bula Catholicae res del papa Juan XXIII.
El 4 de julio de 1989 cedió otra parte de su territorio para la erección de la diócesis de Uyo mediante la bula Studio postulatoque del papa Juan Pablo II.
El 26 de marzo de 1994 fue elevada a arquidiócesis metropolitana mediante la bula Laetis captis del papa Juan Pablo II.

## Estadísticas
Según el Anuario Pontificio 2022 la arquidiócesis tenía a fines de 2021 un total de 290 000 fieles bautizados.
| Año                                                                             | Población            | Población | Población      | Sacerdotes | Sacerdotes    | Sacerdotes    | Bautizados por sacerdote | Diáconos permanentes | Religiosos | Religiosos | Parroquias |
| Año                                                                             | Bautizados católicos | Total     | % de católicos | Total      | Clero secular | Clero regular | Bautizados por sacerdote | Diáconos permanentes | Varones    | Mujeres    | Parroquias |
| ------------------------------------------------------------------------------- | -------------------- | --------- | -------------- | ---------- | ------------- | ------------- | ------------------------ | -------------------- | ---------- | ---------- | ---------- |
| 1950                                                                            | 67 707               | 899 503   | 7.5            | 38         | 1             | 37            | 1781                     |                      |            | 34         |            |
| 1958                                                                            | 100 798              | 1 541 000 | 6.5            | 3          | 3             |               | 33 599                   |                      |            | 5          | 20         |
| 1970                                                                            | 170 632              | 1 920 401 | 8.9            | 12         | 12            |               | 14 219                   |                      |            | 119        | 31         |
| 1980                                                                            | 394 800              | 2 809 000 | 14.1           | 43         | 27            | 16            | 9181                     |                      | 25         | 43         | 53         |
| 1990                                                                            | 150 000              | 2 500 000 | 6.0            | 16         | 13            | 3             | 9375                     |                      | 3          | 42         | 17         |
| 1999                                                                            | 178 528              | 3 005 850 | 5.9            | 35         | 32            | 3             | 5100                     |                      | 3          | 30         | 31         |
| 2000                                                                            | 184 585              | 3 505 420 | 5.3            | 37         | 34            | 3             | 4988                     |                      | 3          | 39         | 32         |
| 2001                                                                            | 187 197              | 3 509 032 | 5.3            | 40         | 36            | 4             | 4679                     |                      | 4          | 42         | 32         |
| 2002                                                                            | 189 537              | 2 301 762 | 8.2            | 38         | 34            | 4             | 4987                     |                      | 4          | 40         | 35         |
| 2003                                                                            | 191 037              | 2 304 349 | 8.3            | 41         | 37            | 4             | 4659                     |                      | 4          | 40         | 36         |
| 2004                                                                            | 191 004              | 2 303 267 | 8.3            | 46         | 37            | 9             | 4152                     |                      | 9          | 52         | 36         |
| 2006                                                                            | 322 085              | 1 084 056 | 29.7           | 46         | 41            | 5             | 7001                     |                      | 7          | 57         | 44         |
| 2011                                                                            | 413 000              | 1 247 000 | 33.1           | 79         | 73            | 6             | 5227                     |                      | 6          | 74         | 47         |
| 2014                                                                            | 284 000              | 1 217 000 | 23.3           | 92         | 82            | 10            | 3086                     |                      | 10         | 46         | 49         |
| 2019                                                                            | 306 740              | 1 641 900 | 18.7           | 88         | 72            | 16            | 3485                     |                      | 18         | 48         | 51         |
| 2021                                                                            | 290 000              | 1 590 200 | 18.2           | 94         | 82            | 12            | 3085                     |                      | 19         | 56         | 51         |
| Fuente: Catholic-Hierarchy, que a su vez toma los datos del Anuario Pontificio. |                      |           |                |            |               |               |                          |                      |            |            |            |

## Episcopolopio
- James Moynagh, S.P.S. † (26 de octubre de 1934-5 de febrero de 1970 renunció[nota 2])
- Brian David Usanga † (5 de febrero de 1970-17 de diciembre de 2003 retirado)
- Joseph Edra Ukpo † (17 de diciembre de 2003-2 de febrero de 2013 retirado)
- Joseph Effiong Ekuwem, desde el 2 de febrero de 2013